# Luke Myer
Luke Myer (né le 5 mai 1995) est un homme politique travailliste britannique qui siège comme député de Middlesbrough South et East Cleveland depuis 2024.

## Jeunesse et éducation
Myer est né à Middlesbrough et grandit dans le village de Brotton, dans le Yorkshire du Nord. Il fréquente le Freebrough Specialist Engineering College et le Prior Pursglove College, avant de suivre une formation d'enseignant,,.
Myer étudie à l'Université Edge Hill, où il est vice-président du syndicat étudiant pour la représentation académique. Il brigue sans succès le poste de vice-président de l'enseignement supérieur au sein du Syndicat national des étudiants.
Il travaille sur la politique éducative à l'Agence d'assurance qualité pour l'enseignement supérieur du Royaume-Uni et siège au conseil d'administration d'une association caritative SEND de Middlesbrough,.
Myer rejoint ensuite le groupe de réflexion de centre-gauche, l'Institute for Public Policy Research (IPPR), en tant que chercheur et analyste politique, spécialisé dans la politique de développement économique dans le Nord-Est,,.

## Carrière politique
De 2021 à 2024, Myer sert au sein du gouvernement local. A l'élection au conseil municipal de Redcar et Cleveland, il bat le commissaire de police conservateur Steve Turner et renverse la majorité du chef du conseil conservateur local,. Il est membre du Cabinet pour l'Enfance, où il introduit une stratégie de lutte contre la pauvreté infantile,,,.
Il est élu au Parlement lors des élections générales de 2024, battant l'ancien ministre conservateur Simon Clarke avec une majorité de seulement 214 voix.